# Melaporphyria immortua
Melaporphyria immortua là một loài bướm đêm trong họ Noctuidae.